# 角加速度
角加速度（かくかそくど、英: angular acceleration）は、角速度の変化率を意味する。単位は国際単位系ではラジアン毎秒毎秒 (rad/s2) で、または度毎秒毎秒  (deg/s2) が用いられることもある。数式中の記号はギリシア文字のαで表されることが多い。

## 数学的な定義
角加速度は角速度と同様にベクトル量であり、その向きは右ねじの方向、大きさは角度の2階時間微分または角速度の1階時間微分である。即ち
{\displaystyle {\vec {\alpha }}={\frac {d{\vec {\omega }}}{dt}}={\frac {d^{2}{\vec {\theta }}}{dt^{2}}}}
または
{\displaystyle {\vec {\alpha }}={\frac {{\vec {a}}_{T}}{r}}}
のいずれかで定義される。ここで{\displaystyle {\vec {\omega }}}は角速度であり、{\displaystyle {\vec {a}}_{T}}は線型接線加速度、{\displaystyle \,r}は曲率半径である。

## 運動方程式
回転運動では、ニュートンの運動の第2法則を適用してトルクと角加速度の関係を記述することができる。
{\displaystyle {\vec {\tau }}=I{\vec {\alpha }}}
ここで{\displaystyle {\vec {\tau }}}は物体に働く全トルクであり、{\displaystyle \,I}は物体の慣性モーメントである。

### 定数の加速度
トルク{\displaystyle {\vec {\tau }}}が定数である場合には、角加速度もまた定数となる。この特別な場合には、前述の方程式は簡単に定数係数の方程式
{\displaystyle {\vec {\alpha }}={\frac {\vec {\tau }}{I}}}
として書くことができる。

### 非定数の加速度
トルク{\displaystyle {\vec {\tau }}}が定数でない場合には、物体の角加速度は時間とともに変化する。方程式は定数値のかわりに微分方程式となる。この微分方程式は系の運動方程式として知られ、物体の運動を完全に記述することができる。